# 光学式マーク認識

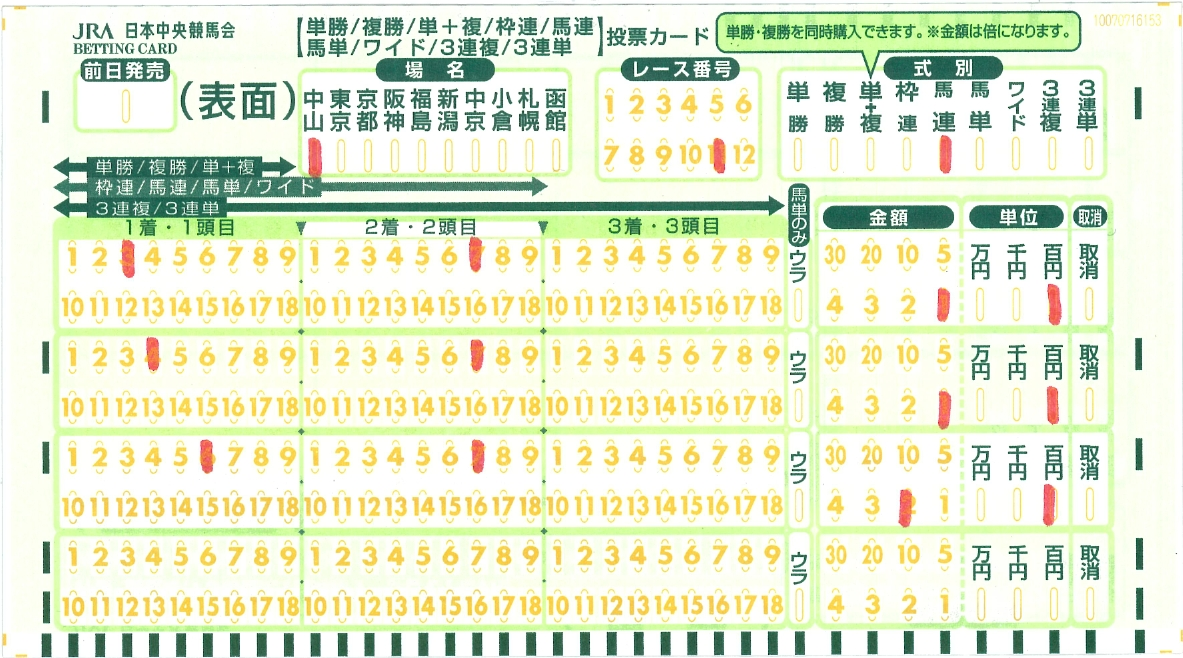
日本中央競馬会で使用されているOMR投票カード。（富士通フロンテック）

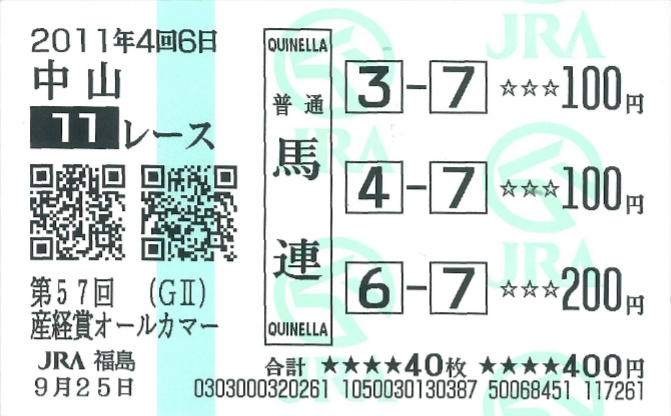
認識結果として出力される勝馬投票券。

光学式マーク認識（こうがくしきマークにんしき、光学マーク認識、OMR:Optical Mark RecognitionもしくはOptical Mark Reading）は、（通常は）紙の形式からコンピュータにデータを入力する方式の一つである。あらかじめ決められた規則に従って紙に記入または印刷されたマークを読み取る。よって、光学文字認識とは異なり、文字を認識するエンジンを必要としない。OMRに使用されるマークは他の部分との間に高いコントラストがあり、容易に認識できる特殊な形である必要がある。
OMRが使われているものでよく知られているものは、試験などに使われるマークシートである。シートにはあらかじめ円や正方の枠が印刷されており、答えに対応する枠の中を黒く塗りつぶすことで回答する。その後、シートは機械にかけられて自動的に採点が行われる。
他のOMRの利用例としてバーコードがある。